# Kirchenthurnen
Kirchenthurnen est une ancienne commune suisse du canton de Berne, située dans l'arrondissement administratif de Berne-Mittelland. Le 1er janvier 2020, elle a fusionné avec les communes de Lohnstorf et Mühlethurnen pour former la commune de Thurnen.

## Patrimoine bâti

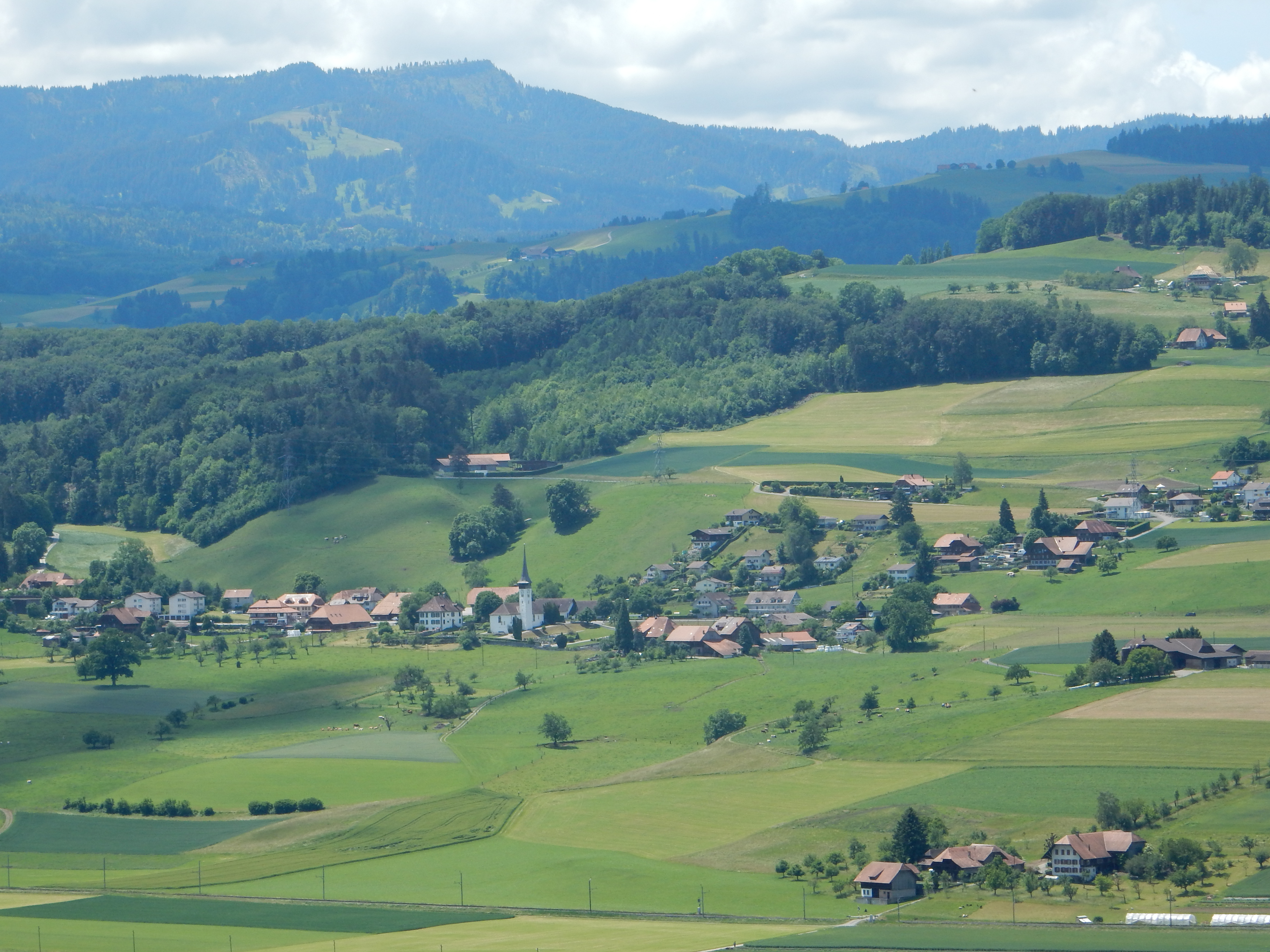
Kirchenthurnen

- Église protestante élevée par Abraham Dünz l'Aîné (1672-1673).